# Graham D. Rowles
Graham D. Rowles PhD. (1946- ) es uno de los geógrafos sociales más reconocidos a nivel mundial, por sus contribuciones a la geografía del envejecimiento y gerontología ambiental. Nacido en 1946 en Carshalton, Surrey, Reino Unido, en la actualidad es un ciudadano de los Estados Unidos. El Dr. Rowles estudió la licenciatura en Geografía y el máster en Ciencias Sociales en la Universidad de Bristol (Reino Unido), así como un doctorado en Geografía en la Clark University (Massachusetts) y un posdoctorado en Lilly Endowment Fellowship (College Education). En su experiencia laboral ha sido director de la Graduate Center for Gerontology, University of Kentucky, y en la actualidad es profesor del comportamiento de la salud en el College of Public Health, University of Kentucky (Estados Unidos). 
El Dr. Graham D. Rowles se ha interesado por la geografía del envejecimiento, realizando importantes contribuciones a la relación cambiante entre los ancianos y su entorno, primero en zonas rurales (Región de los Apalaches) y, posteriormente en áreas urbanas, con espacial atención a la variedad de entornos residenciales e institucionales. Gracias a sus estudios sobre envejecimiento y entorno ambiental, sus publicaciones son referente en el campo de la gerontología.
Entre los reconocimientos del Dr. Rowles, destacan ser miembro de la Gerontological Society of America and the Association for Gerontology in Higher Education, de los Consejos Editoriales de las prestigiosas revistas The Journal of Applied Gerontology y Journal of Housing for the Elderly, así como Presidente Electo de la Association for Gerontology in Higher Education.